# David Bellion
David Bellion (París, 27 de noviembre de 1982) es un futbolista francés de origen senegalés. Juega de delantero y su actual equipo es el Red Star de la Ligue 2 de Francia.

## Selección nacional
Ha sido internacional con la Selección de fútbol de Francia Sub-21.

## Biografía
Formado en el AS Cannes (fue finalista de un campeonato de Francia Sub-15 año), David Bellion firmó su primer contrato profesional en el verano de 2001 con el club de inglés Club Sunderland de la Premier League después de rechazar ofertas de otros clubes franceses.
En el verano del 2003 firmó un contrato con el Manchester United por 2 millones de libras (2,5 millones de euros). Alex Ferguson dijo: "Es un joven con gran potencial y será parte del futuro del club."
A pesar de las grandes ventajas y algunos goles ,  ya no es necesario en Old Trafford y es cedido en el verano de 2005 al West Ham donde llegó lesionado.
Él descubre la Ligue 1 en Francia volviendo listo para OGC Nice en enero de 2006. Se estableció como uno de los marcos del equipo dirigido por Frédéric Antonetti.
En julio del 2007, firmó por 4 años con el Girondins Bordeaux.
Fue elegido mejor jugador del mes de agosto, en el Campeonato de la Ligue 1 temporada 2007/2008. En el otoño de 2007, fue nominado en el equipo de fútbol de Francia. Tener un doble nacionalidad franco-senegalés, él puede elegir jugar por Senegal y también es contactado por Henryk Kasperczak para unirse al equipo nacional de Senegal, en noviembre de 2007.
Se terminó la temporada con 12 goles.
A finales de diciembre de 2010, por falta el tiempo de juego, fue cedido a préstamo al OGC Nice por seis meses en el que no lograría marcar ningún gol, para disgusto de los aficionados en el Niza.
El 2 de febrero de 2013 marcó un gol en la victoria por 2-0 de Burdeos en la liga contra el Valenciennes, llevaba sin anotar desde 2009.
Durante la temporada 2013-2014, participó en dos partidos de Europa League. Mientras que los dos equipos se neutralizan, Bellion se las arregla para desviar un centro de tiro Landry N'Guémo en la portería. Por lo tanto, ofrece la clasificación a su equipo para la siguiente ronda.
El 2 de julio de 2014, se unió al Red Star, club en el que usará la camiseta número 5. su primer partido terminó con derrota (3-1 contra Amiens), donde anotó su primer gol con su nuevo club en su primera partido el 8 de agosto de 2014.

## Clubes
| Club               | País       | Año       |
| ------------------ | ---------- | --------- |
| AS Cannes          | Francia    | 1998-2001 |
| Sunderland         | Inglaterra | 2001-2003 |
| Manchester United  | Inglaterra | 2003-2005 |
| West Ham United    | Inglaterra | 2005      |
| Olympique de Niza  | Francia    | 2005-2007 |
| Girondins Bordeaux | Francia    | 2007-2014 |
| Red Star           | Francia    | 2014-     |